# Monte Rocchetta (Trentino)
Il monte Rocchetta è un rilievo che sovrasta, a occidente, la città di Riva del Garda e la parte nord del lago di Garda.

## Descrizione

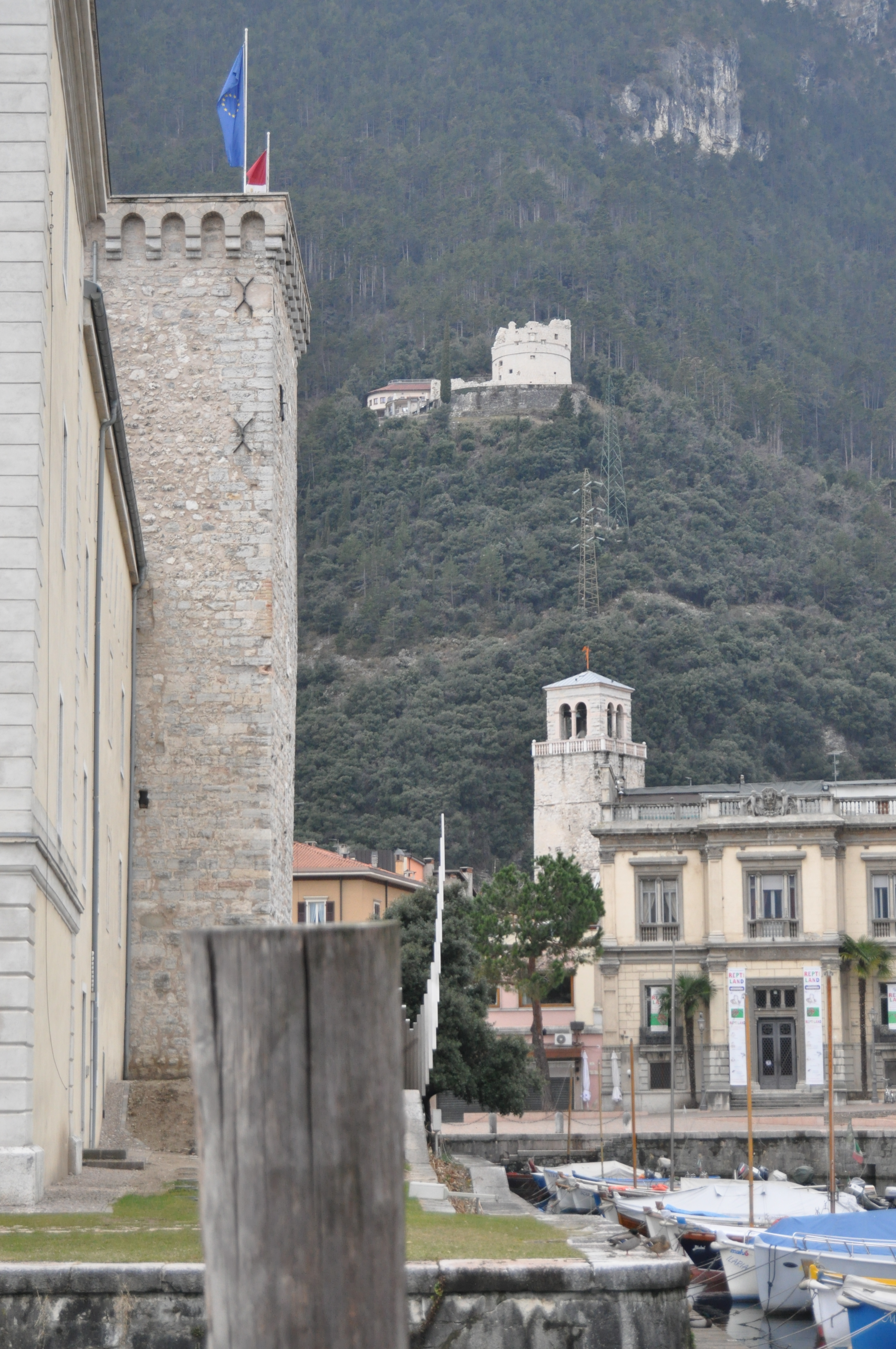
La Rocchetta vista da Riva del Garda. In primo piano, a sinistra, la Rocca. In secondo piano al centro la torre Apponale e sullo sfondo il Bastione veneziano.

La Rocchetta è la montagna di Riva del Garda. Ai suoi piedi è stata costruita la centrale idroelettrica del Ponale e i suoi fianchi sono percorsi dalle condotte forzate che devono alimentare la centrale e che raccolgono l'acqua dal lago di Ledro.
La posizione del rilievo fa tramontare il Sole molto presto nel centro storico di Riva e tale situazione viene poco alla volta ridotta allontanandosi verso l'abitato in direzione est.
Sul versante a occidente si trova Biacesa, frazione del comune di Ledro.

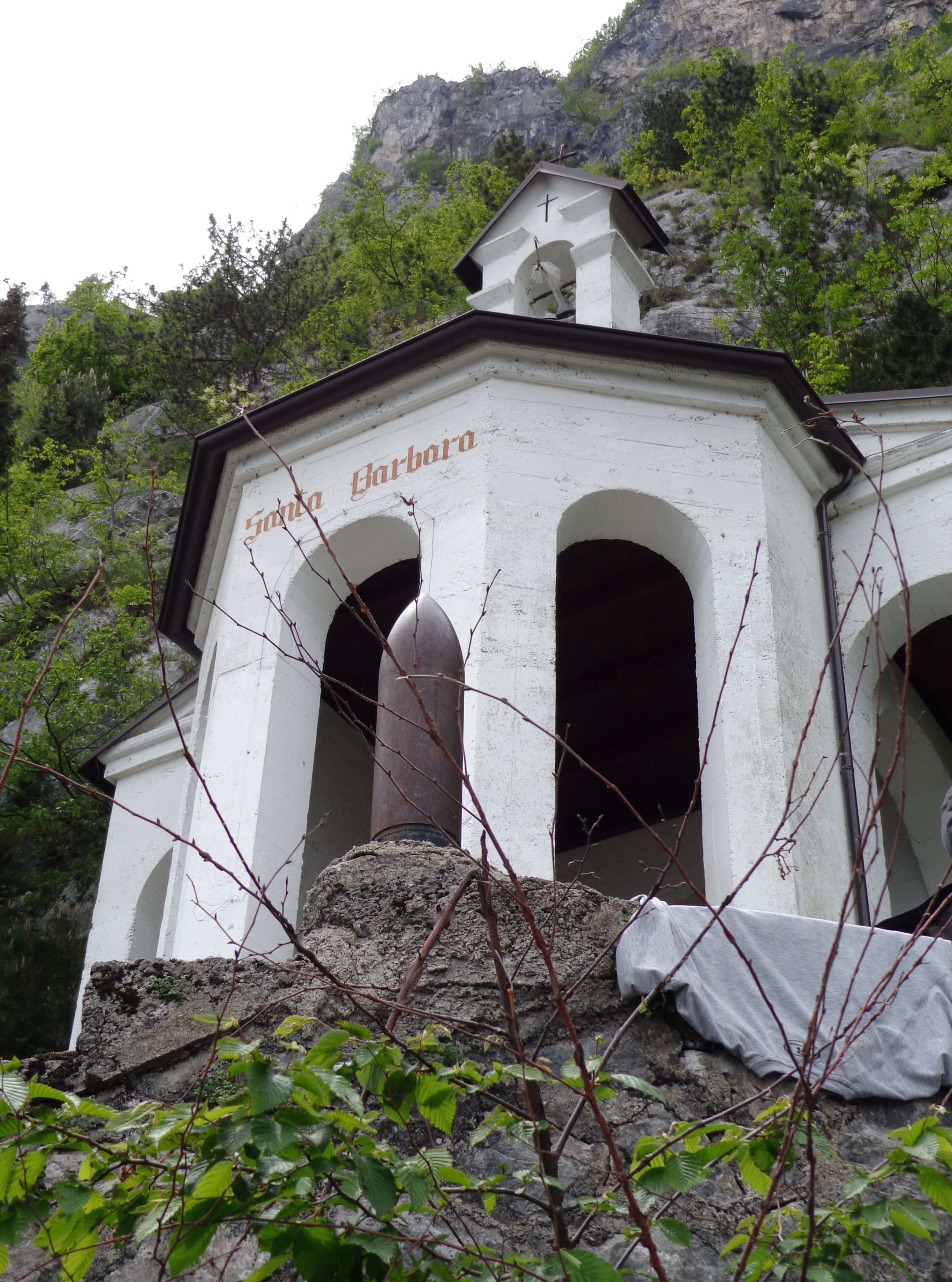
Chiesetta di Santa Barbara.

I suoi fianchi che si affacciano sul lago di Garda sono particolarmente ripidi e soggetti di tanto in tanto ad eventi franosi.

## Luoghi d'interesse
Il punto di maggior interesse turistico è il Bastione, raggiungibile da Riva del Garda a piedi con un sentiero oppure direttamente con un ascensore panoramico. Oltre ad esso, sul monte sono presenti tre chiese attestate già anticamente: la chiesa di Santa Maria Maddalena, la più bassa delle tre; l'eremo di San Brizio, demolito intorno al 1750, di cui restano poche tracce; e, più in alto lungo la strada della Pinza, la chiesa-torre di San Giovanni Battista, anch'essa ridotta a pochi ruderi.
Tutto il fianco rivolto verso il Garda è caratterizzato, a seconda dell'altitudine, da punti interessanti. Alla base si trova la Centrale idroelettrica del Ponale, costruita negli anni venti su progetto di Giancarlo Maroni. Salendo alla quota di circa 200 metri si arriva al già citato Bastione. Salendo ancora e superando un ulteriore dislivello di circa 400 metri si arriva alla piccola chiesetta di Santa Barbara e da questo punto la salita diventa adatta solo ad escursionisti esperti perché giungere alla cima Sat significa affrontare un nuovo dislivello di altri 900 metri circa.

## Via ferrata
Dal punto di vista alpinistico la Rocchetta offre una via ferrata di non elevata difficoltà ma pur sempre adatta alle persone esperte ed allenate, il Sentiero 405 di Cima Capi, che inizia poco sopra la quota alla quale è posta la chiesetta di Santa Barbara.